# Сумское (Крым)
Сумско́е (укр. Сумське, крымскотат. Sumskoye, Сумское) — село в Симферопольском районе Республики Крым, входит в состав Журавлёвского сельского поселения (согласно административно-территориальному делению Украины — Журавлёвского сельского совета Автономной Республики Крым).

## Население
| 2001 | 2014 |
| ---- | ---- |
| 260  | ↘243 |

Всеукраинская перепись 2001 года показала следующее распределение по носителям языка
| Язык             | Процент |
| ---------------- | ------- |
| русский          | 66,92   |
| крымскотатарский | 23,08   |
| украинский       | 8,85    |

### Динамика численности
- 1926 год — 24 чел.[10]
- 1989 год — 233 чел.[11]
- 2001 год — 260 чел.[12]
- 2009 год — 230 чел.[13]
- 2014 год — 243 чел.[14]

## Современное состояние
В Сумском 3 улицы и 1 переулок, площадь, занимаемая селом, 26,7 гектара, на которой в 88 дворах, по данным сельсовета на 2009 год, числилось 230 жителей.

## География
Село Сумское расположено на севере района, на границе с Красногвардейским районом, в 32 километрах от Симферополя, в степном Крыму, высота центра села над уровнем моря — 103 м. Ближайшая железнодорожная станция Остряково — около 13 км. Соседние сёла: Журавлёвка в 2,5 км и Низинное (Сакского района) также в 2,5 километрах. Транспортное сообщение осуществляется по региональной автодороге 35Н-541 — 1,6 км восточнее шоссе Красноперекопск — Симферополь (по украинской классификации С-0-11347 от автодороги Н-05).

## История
Хутор Келембет на месте нынешнего села впервые в исторических документах встречается на карте Крымского статистического управления 1922 года. Согласно Списку населённых пунктов Крымской АССР по Всесоюзной переписи 17 декабря 1926 года, в хуторе Келембет, Ново-Михайловского сельсовета Симферопольского района, числилось 4 двора, население составляло 24 человека, все русские. На километровой карте Генштаба Красной армии 1941 года обозначено незначительное селение Каламбет, а на двухкилометровке РККА 1942 года Каламбета уже нет, но, в 1 км восточнее, обозначена Тарасовка, более нигде не встречающаяся.
Нынешнее Сумское, судя по доступным данным, основано между 1968 годом, когда село ещё не значилось с списках Симферопольского района и 1977, когда уже числилось в составе Гвардейского поссовета, переселенцами, в основном, из Сумской области. Видимо, тогда же передано в состав образованного решением Крымоблисполкома № 101 от 18 февраля 1977 года Журавлевского сельсовета. С 21 марта 2014 года в составе Крыма аннексировано Россией.